# كاب إدواردز
كاب إدواردز (بالإنجليزية: Cap Edwards)‏ هو مدرب رياضي أمريكي، ولد في 1 مايو 1888 في ساوث بند في الولايات المتحدة، وتوفي في 23 نوفمبر 1944.

## وصلات خارجية
- كاب إدواردز على موقع مرجع كرة القدم المحترفة.كوم (الإنجليزية)